# Mur à pêches
Les murs à pêches sont des cultures de pêchers en espaliers, palissés, créées dès le XVIIe siècle à Montreuil en Seine-Saint-Denis. 
Les murs à pêches de Montreuil se développèrent jusqu’au XIXe siècle, pour présenter au plus fort de leur production, en 1870, un linéaire de 600 km et fournir 17 millions de fruits. Ces cultures, uniques en leur genre avec celles du chasselas de Thomery, près de Fontainebleau, qui adoptent le même principe, permirent de produire sous le climat de la région parisienne des variétés de fruits habituellement réservées aux climats doux du sud de la France.

## L'invention d'une technique

### Les parcelles

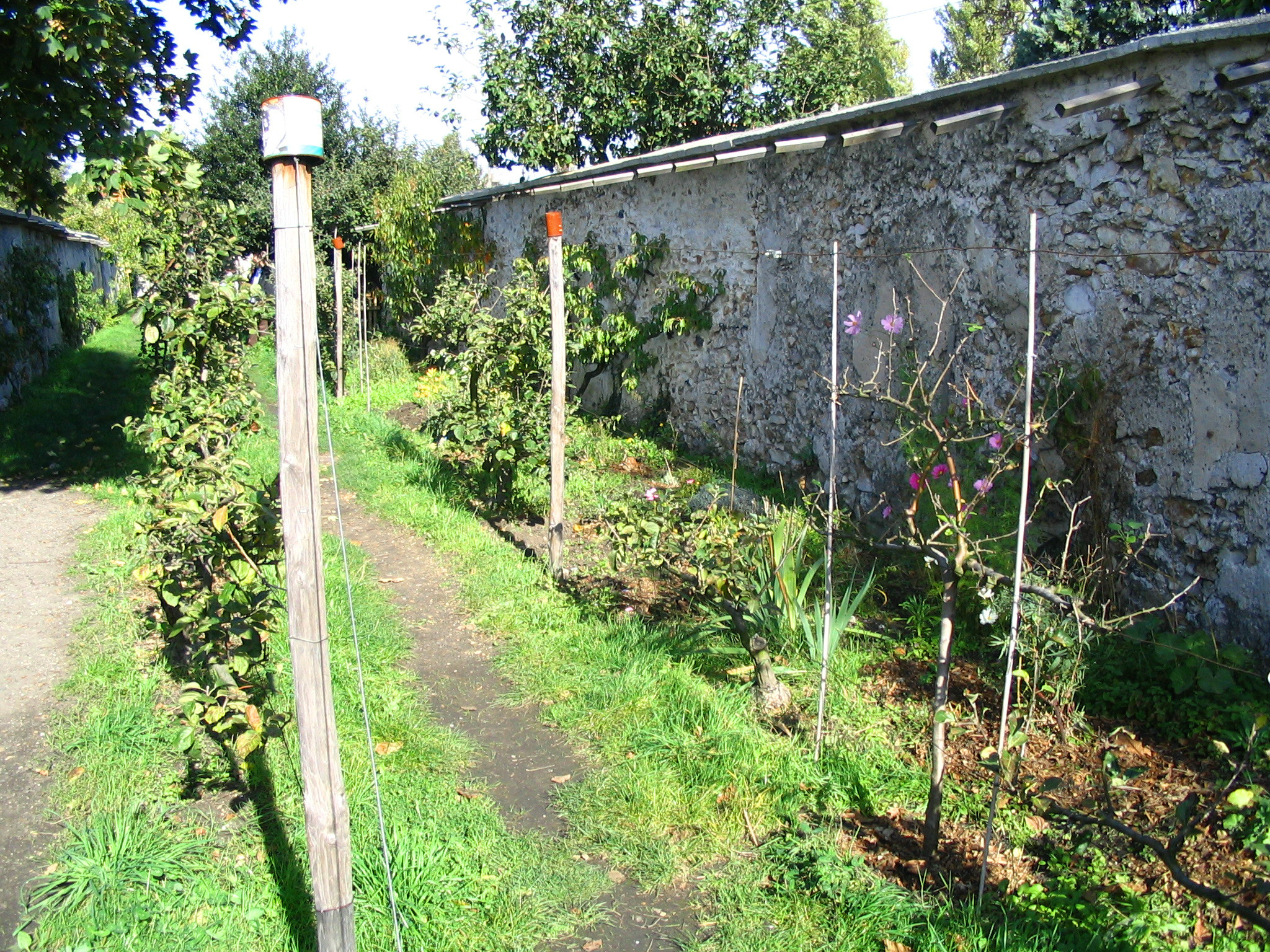
Quelques parcelles de murs à pêches ont été reconstituées par l’association MAP.

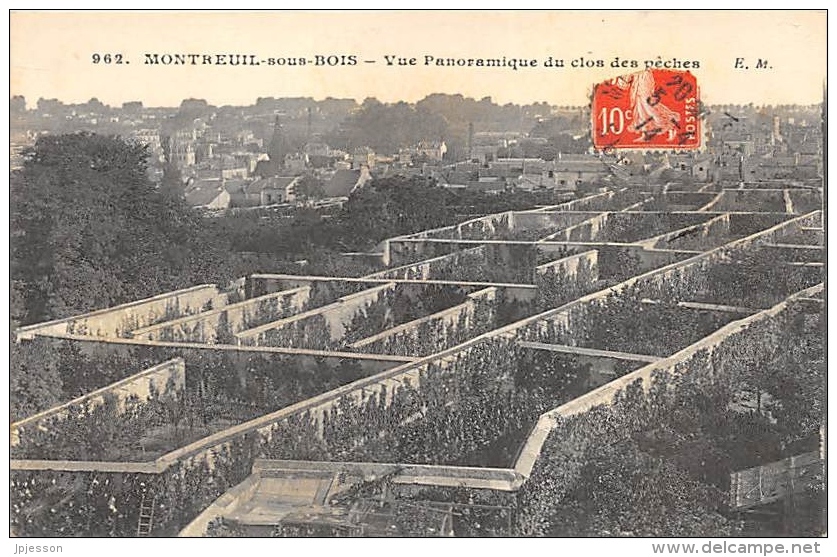
Montreuil-sous-Bois : vue panoramique du clos des pêches.

Sur le vaste plateau de Montreuil, chaque parcelle, étroite et allongée, orientée nord-sud, était enclose d’un mur de 2,70 m de haut, coiffé d’une protection de tuiles. Les murs sud, qui clôturaient la parcelle, étaient construits en retrait du chemin, afin de conserver un côté utilisable. On y plantait un fruitier appelé « costière en dehors ».
Les murs étaient talochés de plâtre afin d’augmenter leur inertie thermique, c’est-à-dire leur pouvoir de rétention de chaleur. Accumulant l’énergie solaire pendant le jour, les murs à pêches la restituaient la nuit, ce qui diminuait le risque de gelée et accélérait le mûrissement. Le sous-sol de Montreuil étant riche en gypse, le plâtre y était bon marché et facile à produire.
L’épaisseur des murs, construits sur une fondation afin d’éviter les remontées d’humidité, variait de 55 cm à la base à 25 cm au sommet. Un système de toitures amovibles en bois assurait une protection contre les pluies de printemps, qui favorisent la cloque du pêcher. Des paillassons déroulants isolaient les fruitiers pendant les nuits trop froides.
Dans ces parcelles isolées, la température était couramment supérieure de 8 à 12 °C à la température ambiante.

### Palissage et culture

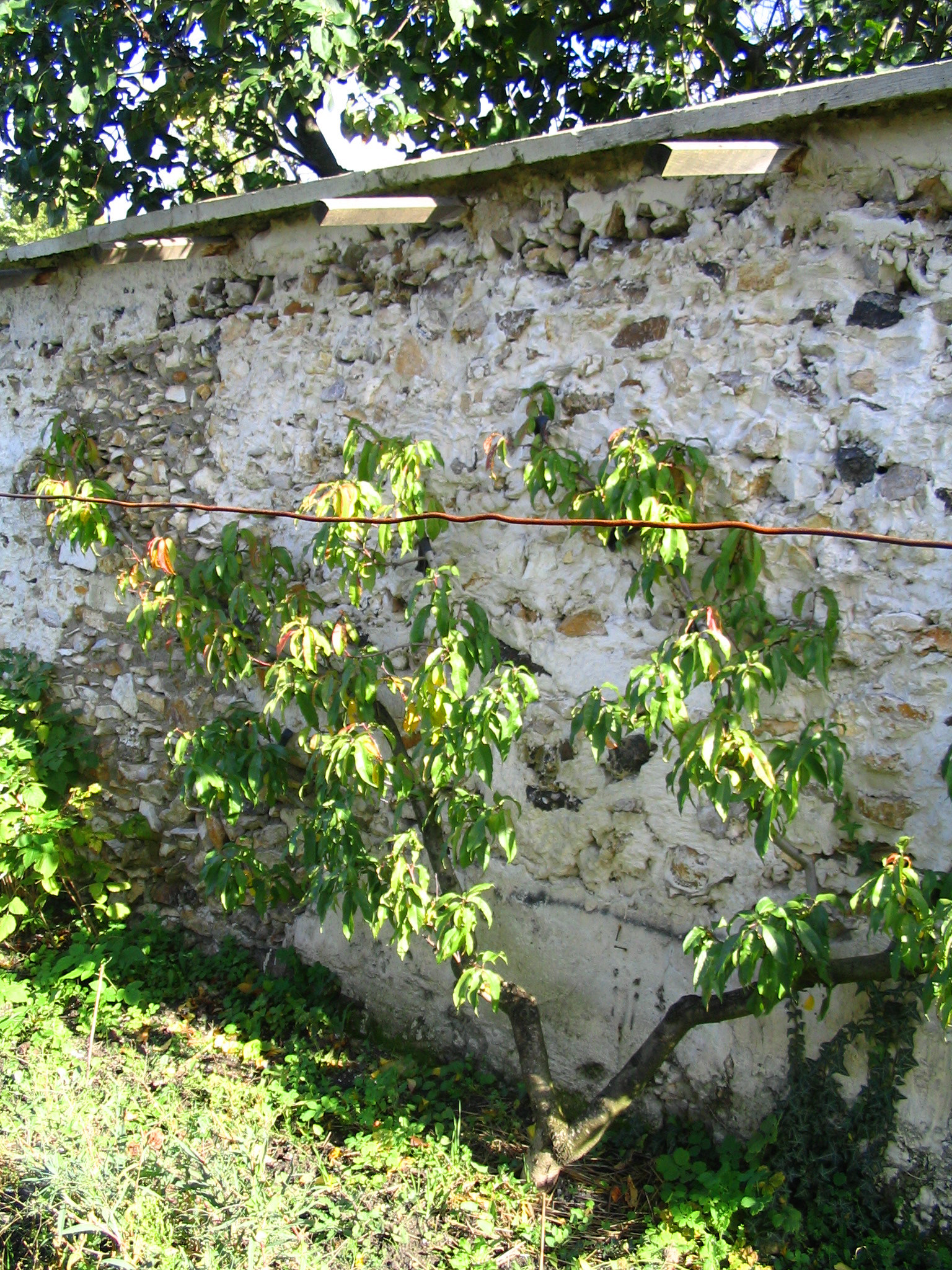
Palissage à la diable d’un pêcher : les branches sont fixées au mur par des « loques » clouées.
Les pièces de bois au sommet du mur supportent des toitures amovibles lors des intempéries.

Pour s’adapter au terrain du plateau, les variétés de pêchers étaient greffées sur des amandiers porte-greffes, plus résistants, au sol calcaire du plateau. Ils étaient taillés pour se plaquer au maximum au mur dispensateur de chaleur. Les pêchers, conduits en espaliers « à la diable », étaient adossés aux murs est et ouest, et palissés par des liens en toile cloués dans la maçonnerie.
Chaque parcelle comportait également en partie centrale des pêchers ou des pommiers en palmettes qui ne nécessitaient pas la protection des murs. Les pêchers en plein vent donnaient des fruits moins gros que les pêchers palissés, mais avaient un avantage : il était inutile de brosser les fruits qui perdaient leur duvet avec le vent.
La présence du vaste marché parisien, avec la proximité des Halles, fournissait un débouché garanti pour ces productions. Les marchands de fruits venant aux Halles de Paris étaient désignés sous le terme de montreuils, tout comme leurs pêches. Elles sont ainsi mentionnées par Émile Zola dans Le Ventre de Paris : « les pêches surtout, les Montreuil rougissantes, de peau fine et claire comme des filles du Nord ». 
Ces productions étaient complétées par des cultures florales (lilas, jonquilles, iris, delphiniums, rosiers, pivoines), et par des plantations de vignes et de framboisiers, qui assuraient un complément de revenus aux arboriculteurs. Elles sont également évoquées par Zola, qui mentionne « les brillants et les valenciennes que portaient les filles des grands jardiniers de Montreuil, venues au milieu de leurs roses ». 

### À la table du roi
Les pêches de Montreuil devinrent célèbres grâce à leur présence à la cour de France, au XVIIe siècle. La notoriété acquise facilita leur exportation vers les grandes tables des pays voisins. La reine d’Angleterre, et même les tsars de Russie, firent venir des pêches de Montreuil. De nombreuses variétés de pêches, cultivées actuellement dans le monde, ont été créées à cette époque à Montreuil, comme la Prince of Wales, la Grosse Mignonne ou encore la Téton de Vénus.
Parmi les horticulteurs montreuillois les plus actifs dans la création de variétés, se trouvaient Alexis Lepère (1799-1883), Arthur Chevreau, Joseph Beausse, Désiré Chevalier, Louis Aubin.

## Un patrimoine en péril

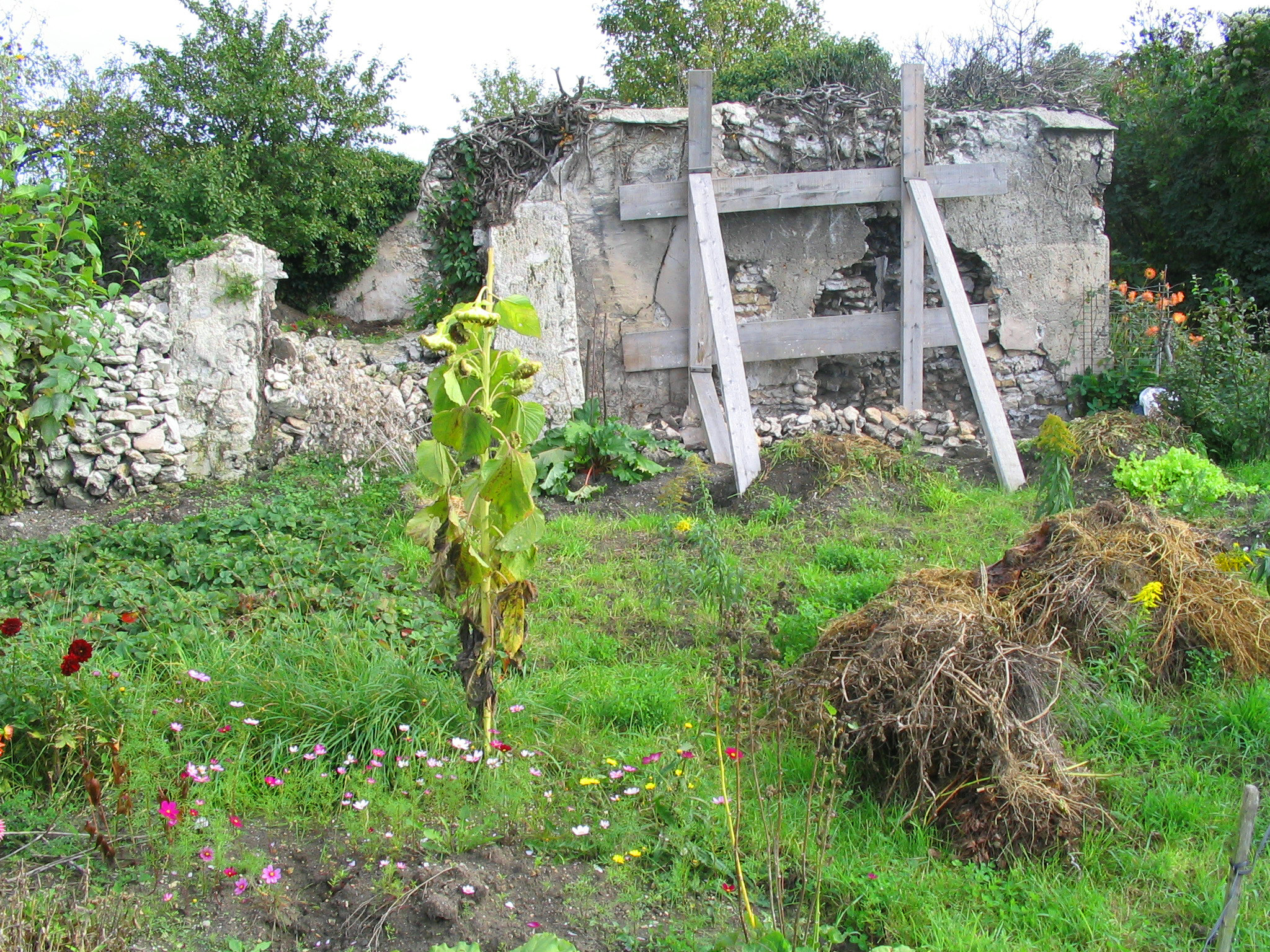
L’absence d’un projet de mise en valeur global de la part de la municipalité et du Conseil Général conduit à une destruction rapide et irréversible des vergers restants.

Les murs à pêches atteignirent leur apogée dans la seconde moitié du XIXe siècle, couvrant alors plus d'un tiers de la ville de Montreuil, soit 320 ha pour plus de 300 km de murs et environ 600 km de linéaires en exploitation, et débordant largement sur les villes de Rosny, Romainville, Bagnolet, Fontenay...
À partir de la fin du XIXe siècle, l’extension du chemin de fer engendra le déclin des productions de pêches. Les fruits du midi de la France, plus précoces, arrivaient les premiers, et à moindre coût, sur le marché parisien. Les vergers et les murs furent progressivement détruits et disparurent dans le tissu urbain.
En 2006, 17 km de murs fortement dégradés subsistent, sur les 600 km initiaux. L’association Murs à pêches (MAP) tente de les sauvegarder.

### Évolution du site de 1950 à 2010
Alors qu’en 1953, une surface de 50 ha était classée en zone horticole protégée, le SDRIF de 1976 a transformé le secteur en réserve d’espace vert urbain. Ce statut protecteur est transformé, lors de la révision du SDRIF de 1994, au profit d’une zone urbanisable à 80 %, traduisant l’abandon du site par l’État, avec l’assentiment de la municipalité d’alors.
Malgré les réticences évidentes de la commune et du Conseil Général, qui ont déclassé les 37 ha restants en « réserve foncière » pour implanter des activités, 8,5 ha ont finalement été conservés et classés définitivement par le ministère de l’Écologie, le 16 décembre 2003, au titre des Sites et Paysages.
Cette surface protégée (seulement 300 × 300 m), ne résout en rien le devenir des jardins restants, aujourd’hui occupés par des ferrailleurs.
Selon l'association, une solution immédiate, et peu coûteuse, consisterait pourtant à louer ces parcelles aux habitants de la commune, sous forme de jardins familiaux — une très forte demande non satisfaite de jardins familiaux existe à Montreuil —, cette solution valoriserait et préserverait le site et permettrait de procéder progressivement à la rénovation des murs. En attendant, l’association a acquis une parcelle de 600 m2 que son propriétaire souhaitait vendre, et une souscription publique a donc été lancée à l’été 2007 pour collecter les 24 000 € nécessaires. Un chantier international de jeunes de l'Union Rempart a permis de replâtrer une vingtaine de mètres de mur durant l’été 2007. Depuis, la même association a restauré le mur extérieur appelé « costière ».

### Évolution du site depuis 2010
En 2015, un projet de cession de parcelles au groupe Bouygues, issu d'un appel intitulé Inventons la métropole du Grand Paris, fait polémique et provoque une importante mobilisation. Une tribune, rassemblant 800 signataires en 2018, dénonce les « attaques des bétonneurs » et s'oppose au passage de deux hectares concernés par le projet de la juridiction zone naturelle à celle de zone urbanisable. Les représentants de la fédération MAP (Murs-À-Pêches) demandent à la municipalité « le retrait du projet du Grand Paris dénaturant le site des Murs à Pêches et la constitution d'un groupement d'intérêt public pour administrer correctement ce site d'intérêt national ». La mairie rétorque en invoquant « un projet indispensable afin d'apporter les fonds nécessaires à la reconstruction ».   

### Depuis 2020: progression des efforts de patrimonialisation
Fin 2019, trois jardins des murs à pêches sont labellisés « Jardin remarquable » par le ministère de la Culture. En 2020, les murs à pêches obtiennent la labellisation « Patrimoine d'intérêt régional » par le conseil régional d'Île-de-France. 
La même année, la Fondation du patrimoine accorde au site une aide financière de 300 000 euros, la plus grosse dotation de la région au loto du patrimoine de Stéphane Bern, auxquels s'ajoutent un chèque de mécénat culturel de 50 000 euros signé par la Française des jeux et l'ouverture d'une souscription populaire pour récolter 70 000 euros supplémentaires. Pour le maire Patrice Bessac, « ce soutien est la reconnaissance de la volonté de la municipalité de sortir du statu quo pour arrêter la dégradation continue du site et de ses murs et impulser une vision cohérente imaginée collectivement dans le respect de la vocation naturelle des lieux ».
En juillet 2021, le conseil municipal de Montreuil vote l'augmentation des investissements en faveur de la sauvegarde du site. De 2021 à 2025, près d'1,5 million d'euros sera consacré à restaurer plus de dix mille mètres de murs.

## Les murs à pêches dans l'art
Dans le collège du groupe scolaire Voltaire (métro Robespierre), l’un des panneaux de céramique du peintre Maurice Boitel (1919-2007), qui avait été chargé de la décoration des bâtiments en 1954, représente les espaliers de pêchers le long des murs en pierre et en plâtre d’un verger de Montreuil-sous-Bois, encore entretenu à l’époque.

## Toponymie locale
Les pêches de Montreuil sont restées dans le patrimoine culturel de la commune, permettant des associations d’idées et des jeux de mots : on trouve aujourd’hui les cafés La Pêche et La Grosse Mignonne, l’ancien journal municipal Montreuil Dépêche Hebdo.
Les noms des quartiers Signac–Murs à pêches et Bel Air–Grands Pêchers–Renan gardent également trace de ces cultures.

## Accès
Le mur à pêches est situé impasse Gobétue, 23, rue Saint-Just, 93100 Montreuil.